# Gateway (Arkansas)
Gateway – miasto w Stanach Zjednoczonych, w stanie Arkansas, w hrabstwie Benton.